# SM-3
Эта статья про зенитную управляемую ракету. Про финский высокоскоростной поезд, см. Sm3.
RIM-161 Standard Missile 3 (SM-3) — американская зенитная управляемая ракета семейства «Стандарт». Находится на вооружении ВМС США, устанавливается на крейсеры, эсминцы или в виде наземных установок. Кинетическая боевая часть имеет собственный двигатель. Наведение производится автоматически с помощью матричной инфракрасной головки самонаведения, имеющей высокое разрешение.
Является развитием SM-2. Предназначена для уничтожения различных целей (в том числе баллистических ракет и боеголовок) на заатмосферных высотах.

## История
Всего в четырёх испытательных пусках SM-3, проведённых в 2001—2002 годах, достигнут успешный перехват имитатора боевого блока баллистической ракеты в космосе на высотах 240—250 км. 11 декабря 2003 года с крейсера USS Lake Erie была сбита цель на высоте 133 морских миль (247 км) при общей скорости сближения 36 667 км/ч (более 10 км/с), вся операция от обнаружения до перехвата заняла 4 минуты. Данные о цели ракета может получать от боевой информационно-управляющей системы «Иджис».
Размещение ракет SM-3 морского и наземного базирования в северной и южной Европе планируется завершить к 2020 году, что, по мнению многих российских специалистов-ракетчиков, может поставить под вопрос устойчивость стратегических ядерных сил на европейской территории России. А вопрос о возможностях ракеты SM-3 так и стоит открытым. Это может спровоцировать сильную гонку вооружений в Европе.
Стоимость ракеты колеблется в диапазоне $12-24 млн.
Всего изготовителем поставлено более 135 ракет, по состоянию на 2012 год.
Соединенные Штаты 16 ноября 2020 года продемонстрировали способность уничтожить межконтинентальную баллистическую ракету с помощью перехватчика Standard Missile-3 Block IIA. По данным Агентства по противоракетной обороне, межконтинентальная баллистическая ракета-мишень была запущена с испытательного полигона на атолле Кваджалейн на Маршалловых островах по цели недалеко от Гавайев. Имитируя сценарий «защиты Гавайев», эсминец ВМС JohnFinn, оснащенный системой ПРО Aegis, успешно уничтожил ракету с помощью перехватчика SM-3 IIA.

## Конструкция
Ракета имеет трёхступенчатую тандемную компоновку. Стартовый твердотопливный двигатель Mk.72 компании Aerojet (длина 1,7 м, масса 700 кг, в том числе 457 кг — топливо, 4 сопла), маршевый двухрежимный РДТТ Mk.104 (длина 2,9 м, диаметр 0,35 м, масса 500 кг, из них 377 кг — топливо), третья ступень также твердотопливная Mk.136 компании ATK (время работы двигателя 30 сек.), которая выводит кинетический перехватчик за пределы атмосферы.
Кинетический перехватчик имеет собственные двигатели для корректировки полёта и матричную охлаждаемую инфракрасную ГСН. Цели могут обнаруживаться на дальностях до 300 км, а коррекция траектории может составлять до 3-5 км.

## Схема применения
Ракета базируется на боевых кораблях, оснащённых системой Иджис (AEGIS) в стандартной универсальной пусковой ячейке Mk-41. Поиск и сопровождение целей в верхних слоях атмосферы и в космическом пространстве обеспечивает корабельный радар AN/SPY-1.
Обнаружив цель, радар AN/SPY-1 непрерывно отслеживает её, передавая данные боевой информационной системе AEGIS, которая вырабатывает огневое решение и даёт команду на запуск ракеты. Противоракета запускается из ячейки с помощью твердотопливного стартового ускорителя Aerojet Mk.72. Сразу же после выхода из ячейки ракета устанавливает двусторонний канал цифровой связи с кораблём-носителем и непрерывно получает от него поправки по курсу. Текущее положение противоракеты устанавливается с высокой точностью при помощи системы GPS.
После завершения работы ускорителя он сбрасывается и в действие приводится двухрежимный твердотопливный двигатель второй ступени Aerojet Mk.104. Двигатель обеспечивает подъём ракеты через плотные слои атмосферы и вывод её на границу экзосферы. В течение подъёма ракета непрерывно поддерживает связь с кораблём-носителем, который отслеживает перемещение цели и передаёт поправки к траектории полёта на ракету.
После сброса второй ступени запускается двигатель третьей ступени. Твердотопливный ATK Mk.136 работает короткими импульсами, позволяя точно рассчитать и регулировать придаваемую противоракете скорость. Двигатель выводит ракету на встречную траекторию и обеспечивает набор достаточной скорости для поражения цели.
На конечной фазе полёта третья ступень отделяется и экзоатмосферный малогабаритный перехватчик (англ. Lightweight Exo-Atmospheric Projectile) начинает самостоятельный поиск цели с помощью данных с корабля-носителя и собственной инфракрасной головки самонаведения. Система космического маневрирования, разработанная «Aerojet», осуществляет точное выведение перехватчика на встречный курс. При столкновении энергия удара перехватчика составляет 130 мегаджоулей, что эквивалентно детонации 31 килограмма тротила, и более чем достаточно для уничтожения любой баллистической цели.

## Модификации
- RIM-161A (SM-3 Block I) — базовая версия ракеты, использовавшаяся для отработки концепции.
- RIM-161B (SM-3 Block IA) с системой Aegis BMD 3.6.1. — серийная ракета уменьшенной стоимости, оснащенная модифицированной по результатам испытаний аппаратурой управления.
- RIM-161C (SM-3 Block IB) с системой Aegis BMD 4.0.1 — модифицированная версия ракеты с двухдиапазонной инфракрасной ГСН, повышенными возможностями распределения целей, и модифицированным двигателем третьей ступени, что позволяет ракете более эффективно поражать маневрирующие цели. Первое испытание состоялось в мае 2012 года. По предположениям, подобные ракеты могут быть избраны для наземного расположения в Румынии.
- RIM-161D (SM-3 Block II) — разрабатываемая улучшенная версия противоракеты. Де-факто представляет собой полностью новую ракету, с диаметром 530 миллиметров. Ракета, по предположениям, должна иметь больший радиус действия и более высокую скорость.
- Аббревиатура пока не присвоена (SM-3 Block IIA) — версия противоракеты с новым кинетическим перехватчиком увеличенных размеров и новой сенсорной аппаратурой, с высокими возможностями по дискриминации ложных целей. Разработана с целью обеспечения возможностей флота по перехвату межконтинентальных баллистических ракет. Предполагается к принятию на вооружение в 2015 году.

По сообщениям прессы (2016), в разработке находятся модифицированные ракеты класса SM-3: SM-3 Block IIA и SM-3 Block IIB. Информация о характеристиках ракет в открытом доступе отсутствует, но известно, что одна из поставленных перед разработчиками задач — более уверенное поражение МБР.

## Испытания
В феврале 2013 года, был проведен успешный перехват баллистической цели — имитатора БРСД — при помощи спутникового целеуказания. Запуск имитатора был отслежен спутником SSST-D, который передавал данные на крейсер «Lake Erie»; радар самого крейсера не использовался. На основании данных со спутника, СУО Aegis вычислила траекторию цели и произвела успешный перехват её ракетой SM-3.
В мае 2013 начались испытания модифицированной версии ракеты, SM-3 Block IB. Ракета успешно выполнила перехват имитатора БРМД с отделяющейся головной частью.
4 октября 2013 ракета SM-3 Block IB осуществила успешный перехват имитатора БРСД. При этом анализ данных после испытания выявил ошибку в наведении, которая, однако, была успешно компенсирована системами самонаведения ракеты.
6 июня 2015 года был осуществлен успешный испытательный пуск новой версии ракеты SM-3 BLock IIA, увеличенного диаметра. Ракета успешно выполнила запуск, разделение ступеней, выход на траекторию и маневрирование на орбите. Так как целью пуска было получение подробной телеметрии с борта ракеты, запуски учебных целей и попытки перехвата не проводились.
Испытания системы (Aegis Ashore Missile Defense Test Complex, AAMDTC), которые проводились в июне 2017 года, завершились неудачей.
Следующее испытание в январе 2018 (ракета SM-3 Block IIA) также потерпело неудачу.
16 ноября 2020 года по итогам учений американским военным удалось сбить муляж МБР за пределами атмосферы Земли ракетой SM-3 Block IIA.

### Уничтожение спутника
21 февраля 2008 года ракета SM-3 была выпущена с крейсера «Lake Erie» в Тихом океане и через три минуты после старта поразила находящийся на высоте 247 километров аварийный разведывательный спутник USA-193, двигающийся со скоростью 7,580 м/с (27 300 км/ч).

## Размещение в Европе
Согласно планам США по созданию системы противоракетной обороны Европы (ЕвроПРО), противоракеты SM-3 Block IIA планировалось разместить в Европе в 2015 году, а SM-3 Block IIB — после 2020 года. Планы размещения ПРО в Европе вызвали протесты со стороны России, поскольку, по мнению российских военных специалистов, эти ракеты, размещенные на базах в Восточной Европе, либо на кораблях, могли бы успешно перехватывать российские баллистические ракеты.

## На вооружении
- США — на 2012 год поставлено 129 ракет, используется 104 (в основном в вариантах Block I/IA); до 2020 года планируется поставить в общей сложности 678 ракет, количество эсминцев, способных нести SM-3, при этом возрастёт с 24 в 2011 году до 32 единиц[7].
  - В 2014 году начались поставки ракет SM-3 Block IB.
- Япония
  - В декабре 2007 Япония провела успешные испытания на эсминце УРО Kongō по уничтожению баллистических ракет. Это был первый раз когда японское судно было использовано для запуска противоракет в рамках испытаний американской системы обороны от баллистических ракет Иджис («Aegis BMD»), до этого японские ВМС обеспечивали только связь и отслеживание целей.
  - В ноябре 2008 совместные американо-японские испытания с участием эсминца УРО Chōkai закончились неудачей.
  - Затем в октябре 2009 прошли успешные испытания с участием эсминца УРО Myōkō.
  - В октябре 2010 проводились испытания с участием эсминца УРО Kirishima, в ходе которых командой эсминца были успешно проведено обнаружение целей, наведение и их уничтожение.
  - Японское министерство обороны также планирует размещение ракет SM-3 на суше[21]. 9 января 2018 г. Пентагон уведомил Конгресс США о намерении заключить с Японией контракт на поставку четырёх зенитных управляемых ракет SM-3. Сумма сделки составит 133,3 млн долларов[22]. 12 февраля 2018 г. директор по операциям агентства по противоракетной обороне Гэри Пеннетт сообщил, что несмотря на неудачные испытания американских противоракет SM-3 Block IIA, правительство Японии не отказалось от их закупки.[источник не указан 2392 дня]
- Румыния — с 2015 года 3 батареи по 8 ракет SM-3 Block IB (всего 24 штуки) на военной базе Девеселу (жудец Олт).

## Сноски и источники
1. ↑  Why Russia Keeps Moving The Football On European Missile Defense: Politics - Breaking Defense Breaking Defense - Defense industry news, analysis and commentary. Дата обращения: 9 ноября 2018. Архивировано 20 октября 2013 года.
2. ↑  В Минобороны предупредили США об опасности размещения ядерных ракет в Европе Архивная копия от 20 мая 2020 на Wayback Machine // Lenta.ru
3. ↑  Потомки Тартара рвутся к небу Архивная копия от 7 марта 2016 на Wayback Machine Журнал «Компьютерра»
4. 1 2  Ракета-перехватчик SM-3 (Standard Missile-3) Архивная копия от 29 ноября 2014 на Wayback Machine :: Досье:: Черноморский флот — 2017
5. ↑  Aegis Ship-Based BMD Архивировано 5 мая 2012 года. MissileThreat
6. ↑  Иванов, Владимир. Американское противоракетное кольцо. nvo.ng.ru (26 февраля 2010). Дата обращения: 12 марта 2010. Архивировано 4 марта 2010 года.
7. 1 2  Download PDFs. Дата обращения: 13 сентября 2012. Архивировано 22 мая 2019 года.
8. ↑  Raytheon receives $230 million contract for SM-3 (англ.). Оф. сайт Raytheon (4 сентября 2012). Дата обращения: 29 сентября 2012. Архивировано 19 октября 2012 года.
9. ↑  Bradley Bowman, Behnam Ben Taleblu. Successful SM-3 weapons test offers missile defense opportunity (амер. англ.). Defense News (23 ноября 2020). Дата обращения: 7 декабря 2020.
10. ↑  SPY-1E Sea-based Midcourse Defense (SMD). Дата обращения: 23 сентября 2012. Архивировано 8 октября 2012 года.
11. 1 2 3  «Путин и таинственная ракета: что угрожает ядерным силам России?» Архивная копия от 20 июня 2016 на Wayback Machine, Би-Би-Си, 18.06.2016
12. ↑  Defense.gov News Release: Aegis Ballistic Missile Defense Intercepts Target Using Space Tracking and Surveillance System-Demonstrators Data Архивировано 5 марта 2013 года.
13. ↑  Raytheon missile passes an important test flight. Дата обращения: 29 апреля 2020. Архивировано 13 июля 2020 года.
14. ↑  Raytheon’s newest SM-3 intercepts medium-range ballistic missile target at highest altitude to date. Дата обращения: 9 марта 2016. Архивировано 9 марта 2016 года.
15. ↑  US, Japan say first test of Raytheon’s new SM-3 missile a success Архивная копия от 1 февраля 2018 на Wayback Machine | Reuters
16. ↑  США провалили испытания противоракеты Архивная копия от 1 февраля 2018 на Wayback Machine // lenta.ru, 1 фев 2018
17. ↑  России не по силам полное обновление ядерной триады Архивная копия от 2 февраля 2018 на Wayback Machine // НГ, 2 фев 2018
18. ↑  Василий Сычев. Американцы испытали SM-3 перехватом межконтинентальной ракеты. nplus1.ru. Дата обращения: 1 декабря 2020. Архивировано 4 декабря 2020 года.
19. ↑  Ракета-перехватчик SM-3 (Standard Missile-3):: Досье:: Черноморский флот — 2017. Дата обращения: 14 марта 2011. Архивировано из оригинала 29 ноября 2014 года.
20. ↑  Lenta.ru: Оружие: Они это сделали. Дата обращения: 29 апреля 2020. Архивировано 16 ноября 2021 года.
21. ↑  アーカイブされたコピー. Дата обращения: 11 августа 2014. Архивировано 12 августа 2014 года.
22. ↑  Япония намерена закупить в США противоракеты на $133,3 млн (10 января 2018). Дата обращения: 11 января 2018. Архивировано 11 января 2018 года.